# Feldmochinger Mühlbach

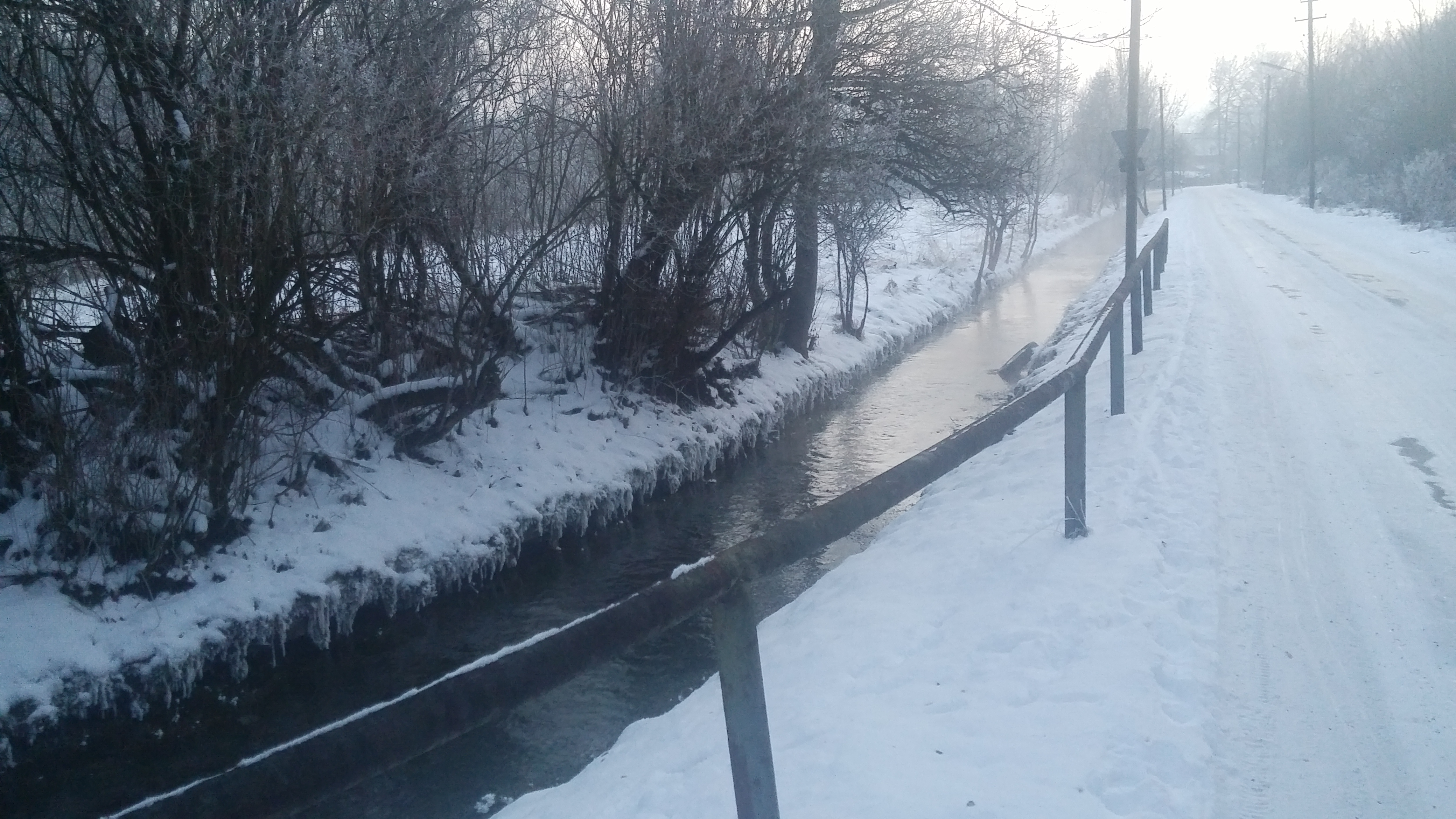
Feldmochinger Mühlbach im Winter

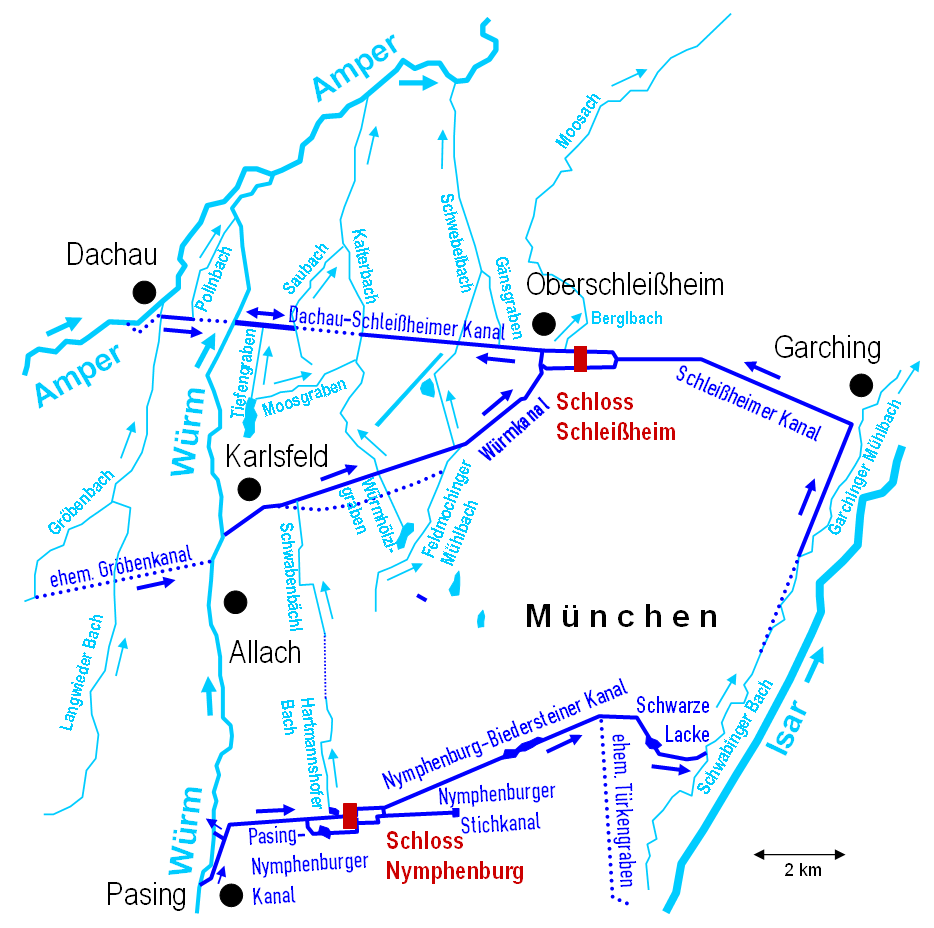
Lage im Münchner Kanalsystem

Der Feldmochinger Mühlbach ist ein etwa sechs Kilometer langer Mühlkanal in München. Er ist ein Teil des Nordmünchner Kanalsystems.

## Verlauf
Der Feldmochinger Mühlbach entspringt unter dem Oberlaufnamen „Reigersbach“ im Münchner Stadtteil Moosach nahe der Dachauer Straße. Er fließt dann in Feldmoching östlich am Feldmochinger See vorbei nach Norden durch landwirtschaftliches Gebiet und mündet schließlich im Würmkanal.

## Geschichte
Im Mittelalter wurden drei Mühlen an der Moosach auf Feldmochinger Gebiet gebaut, für die man kleine Bäche brauchte, die überschüssiges Wasser aus den Mühlen ableiteten. Die Obermühle wurde nach Volker D. Laturell erstmals 819 erwähnt, die Untermühle 826 und die Mittermühle 1468. Heute existieren noch zwei dieser Mühlen samt ihren Umlaufgräben: die Mittermühle mit dem Schrederbächl und die Obermühle mit dem Auwasser.
Vor den Eingriffen in das Gewässersystem im Münchner Norden im Zusammenhang mit den Kanalbauten zur Wasserversorgung der Schlösser in Schleißheim war der Feldmochinger Mühlbach der Oberlauf der Moosach, einem Nebenfluss der Isar.